# Vålerenga Fotball Damer
Pour la section omnisports et masculine, voir Vålerengens IF et Vålerenga Fotball.
Maillots
Actualités
Le Vålerenga Fotball Damer est un club de football norvégien de la ville d'Oslo. Le club présidé par Elin Horn et entraîné par Monica Knudsen évolue en Toppserien norvégienne. Il s'agit de la section de football féminin du club omnisports du Vålerengens IF.

## Repères historiques

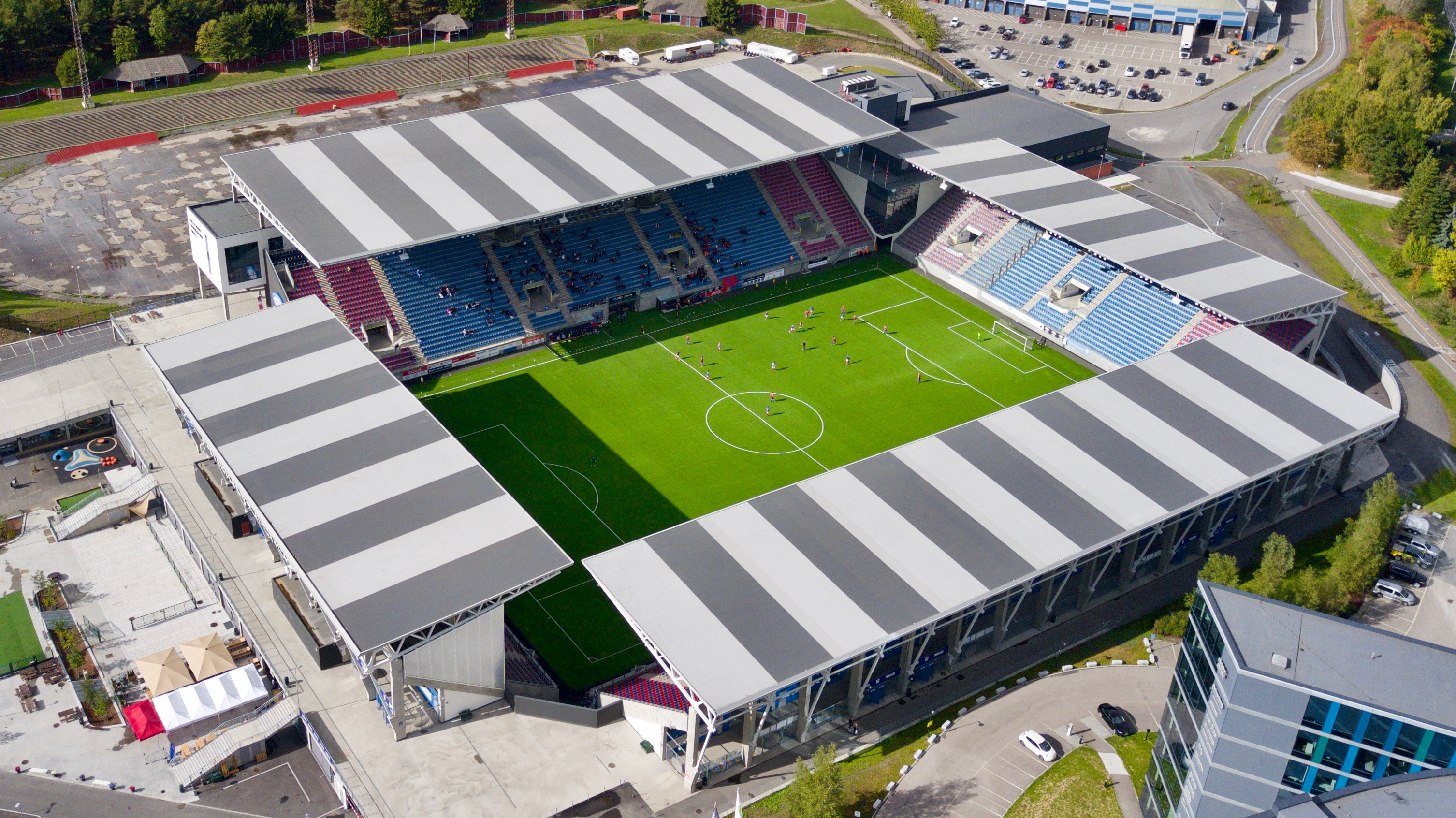
Intility Arena d'Oslo où sont joués les matchs à domicile du Vålerenga Fotball Damer

Le club est fondé le 29 juillet 1913. La section féminine a été créée en 1998.
En 2007, le club veut fermer la section féminine, mais l'entraîneur de l'époque, Kjell Gustad, parvient à s'y opposer.
Revenu aux commandes dix ans plus tard, en 2017, Gustad emmène l'équipe en finale de coupe de Norvège.
Vålerenga atteint la finale de coupe de Norvège en 2019, mais est sévèrement battu par LSK 5-1
En 2020, le club remporte son premier titre de champion de Norvège.
Vålerenga dispute ses matchs à domicile à l'Intility Arena depuis septembre 2017. Il évoluait précédemment au stade national norvégien, l'Ullevaal Stadion, depuis août 2004. Avant cette date, VIF évoluait au Bislett stadion.

## Palmarès
- Championnat de Norvège: 
  - Champion : 2020, 2023 et 2024

- Championnat de 1. divisjon (D2) : 
  - Champion : 2011

- Coupe de Norvège :
  - Vainqueur : 2020, 2021 et 2024
  - Finaliste : 2017 et 2019

## Parcours en coupe d'Europe
| Saison    | Tour                       | Adversaire               | Aller                      | Retour                     | Score total                |
| --------- | -------------------------- | ------------------------ | -------------------------- | -------------------------- | -------------------------- |
| 2020-2021 | 1er tour de qualifications | KÍ Klaksvík              | 7 - 0                      | 7 - 0                      | 7 - 0                      |
| 2020-2021 | 2e tour de qualifications  | FC Gintra Universitetas  | 0 - 7                      | 0 - 7                      | 0 - 7                      |
| 2020-2021 | 16e de finale              | Brøndby IF               | 1 - 1a. p. (5 - 3t. a. b.) | 1 - 1a. p. (5 - 3t. a. b.) | 1 - 1a. p. (5 - 3t. a. b.) |
| 2021-2022 | 1er tour de qualifications | KFF Mitrovica            | 5 - 0                      | 5 - 0                      | 5 - 0                      |
| 2021-2022 | 1er tour de qualifications | PAOK Salonique           | 2 - 0                      | 2 - 0                      | 2 - 0                      |
| 2021-2022 | 2e tour de qualifications  | BK Häcken                | 1 - 3                      | 3 - 2                      | 3 - 6                      |
| 2023-2024 | 1er tour de qualifications | FK Minsk                 |                            |                            |                            |
| 2023-2024 | 1er tour de qualifications | Brøndby IF ou Celtic FCW |                            |                            |                            |